# Rhodospirillaceae
Rhodospirillaceae è una famiglia di proteobatteri. Ad essa appartengono per la maggior parte batteri porpora non sulfurei, che producono energia attraverso la fotosintesi, in origine tutti i batteri porpora non sulfurei sono stati inclusi in questa famiglia. Si trovano spesso in ambienti acquatici anaerobici, come fango e acqua stagnante, anche se sono in grado di sopravvivere in aria.